# Sulawesi Tenggara
Sulawesi Tenggara är en provins i Indonesien. Den omfattar sydöstra Sulawesi samt ytterligare några öar. Provinsens yta är 38 140 km² och invånarantalet 2 230 569 (2010).

## Administrativ indelning
Provinsen är indelad i 10 distrikt och 2 städer.
Distrikt (Kabupaten):
- Bombana, Buton, Buton Utara, Kolaka, Kolaka Utara, Konawe, Konawe Selatan, Konawe Utara, Muna, Wakatobi

Städer (Kota):
- Bau-Bau, Kendari